# Victor Radley

a Compétitions nationales et continentales officielles uniquement.

b Matchs officiels uniquement.
Victor Radley, né le 14 mars 1998 à Sydney (Australie), est un joueur de rugby à XIII australien au poste de talonneur, de deuxième ligne ou de troisième ligne dans les années 2010. Il fait ses débuts en National Rugby League en 2017 avec les Roosters de Sydney avec lesquels il remporte la NRL à deux reprises en 2018 et 2019 ainsi qu'un World Club Challenge en 2019.

## Palmarès
- Collectif : 
  - Vainqueur du World Club Challenge : 2019 et 2020 (Sydney Roosters).
  - Vainqueur de la National Rugby League : 2018 et 2019 (Sydney Roosters).

- Inidividuel :
  - Nommé meilleur joueur de National Rugby League par la RLPA : 2018 (Sydney Roosters).

### En club
| Saison | Club            | Compétition           | Matchs | Points | Essais | Buts | Drop |
| ------ | --------------- | --------------------- | ------ | ------ | ------ | ---- | ---- |
| 2017   | Sydney Roosters | National Rugby League | 3      | 0      | 0      | 0    | 0    |
| 2018   | Sydney Roosters | National Rugby League | 25     | 12     | 3      | 0    | 0    |
| 2019   | Sydney Roosters | National Rugby League | 27     | 24     | 6      | 0    | 0    |